# Discoverer–14
A Discoverer–14 (1960 KAP) amerikai felderítő műhold volt az első eszköz, amit a világűrből visszatérve a levegőben fogtak meg.

## Küldetés
Corona egy amerikai felderítő műhold-rendszer volt, amelyet a légierő (USAF) segítségével a CIA tudományos és technológiai igazgatósága üzemeltetett. A korai Corona kilövéseket a Discoverer–űrprogram mögé rejtették. Részben tudományos-technikai kísérletekre, illetve felderítési célokra alkalmazták.
A program célja, hogy a felderítési adatokat, képeket egy visszatérésre alkalmas kapszula hordozza. Elsősorban a Szovjetunió, valamit Kína területeiről gyűjtött – katonai és polgári – adatokat visszajuttatva lehetőséget adjon a támadó eszközök elhelyezéséről, mozgásáról, a kódolt kapcsolattartásról, a várható veszélyeztetésről, lehetővé téve a szükségszerű ellenintézkedéseket. A műholdrendszerrel igyekeztek kiváltani az U–2 kémrepülőgépeket.

## Jellemzői
1960. augusztus 18-án a légierő Vandenbergben lévő indítóállomásáról egy Thor-Agena A hordozórakétával indították Föld körüli pályára. Orbitális magasságban a hordozóeszköz utolsó fokozatát pneumatikus nitrogénsugarak (hideg-gázrakéták) segítségével fordították meg, illetve állították a tervezett pályára. A műholdat beépítették az utolsó fokozatba. A műholdak alakja kúp, amelyhez a rakétafokozat hengere kapcsolódik. Horizontérzékelő berendezése segítségével stabilizálták hossztengelye mentén.  Az energiát nikkel-kadmium akkumulátorok biztosították. A mérési adatokat két, különböző frekvencián működő rádióadó továbbította a földi vevőállomásokra. A műhold pályája 94,6 perces, 79,7 fok hajlásszögű (sarki pálya), elliptikus pálya perigeuma 186 kilométer, az apogeuma 805 kilométer volt. Az utolsó rakétafokozat 1,5 méter átmérőjű, 5,85 méter hosszú, tömege 3850 kilogramm. A műszeregység tömege 850 kilogramm, a visszatérő kapszula 140 kilogramm, 84 centiméter átmérőjű és 69  centiméter magas volt.
A fő egység földi parancsra a visszatérő kapszulát a Alaszka fölött kilőtte. Az exponált filmet a műhold a speciálisan kiképzett kapszulájában juttatta vissza a légkörbe, ahol egy adott magasságtól (15 000 méter) ejtőernyővel ereszkedett lejjebb. Az ejtőernyőt (fény és rádiójelzések) egy kifejezetten erre a célra átalakított teherszállító repülőgép (C–119 Flying Boxcar) Honolulutól 360 kilométerrel délkeletre kapta el süllyedés közben. A kapszulát úgy tervezték, hogy sikertelen ejtőernyős elfogás esetén egy ideig még lebegjen a tenger felszínén, majd süllyedjen el. Az elkészült filmek, fotók elősegítették a katona térképészet munkáját, egyéb katonai alkalmazást, illetve hozzájárult a Mercury űrhajók visszatérő rakétarendszerének (fékezőrakéták, ejtőernyős rendszer) próbájához. A fő egység, aktív szolgálatát befejezve 1960. szeptember 16-án a Föld légkörében elégett.
A Szputnyik–5-öt egy nappal a Discoverer–14 után, 1960. augusztus 19-én lőtték fel. Két nappal később Belka és Szterlka kutyákkal sikeresen visszatért a földre.